# Туношна-городок 26
Туношна-городок 26 — посёлок в Ярославском районе Ярославской области России. 
В рамках организации местного самоуправления входит в Туношенское сельское поселение; в рамках административно-территориального устройства включается в Туношенский сельский округ. 

## География
Расположен в 10 км к востоку от юго-восточной границы города Ярославль.
На севере посёлок примыкает к международному аэропорту Туношна (Ярославль), а на западе — к селу Туношна.

## Население
| 2010 |
| ---- |
| 1365 |